# Hospital General Yagüe
El Hospital General Yagüe, también conocido como Residencia Sanitaria General Yagüe (y, popularmente, como «las Trescientas Camas») fue un centro hospitalario de la ciudad de Burgos (España), perteneciente al Seguro Obligatorio de Enfermedad. El hospital fue inaugurado por Francisco Franco en julio de 1960 y permaneció activo hasta 2012, cuando fue sustituido por el Hospital Universitario de Burgos. El nombre alude al general Juan Yagüe, muy vinculado a la ciudad, quien llegó a ser capitán general de la VI Región Militar con sede en Burgos. 

## Capilla
En la capilla del hospital Luis Sáez pintó dos frescos en los que representó un icono de la Virgen con el Niño y un San José Obrero. Con el cierre del hospital, se decidió el traslado de ambas obras al Museo de Burgos, aunque finalmente la Junta de Castilla y León se retractó y las dejó en su lugar original, dispuesta a venderlas. Las pinturas terminaron en la iglesia parroquial de Mazuelo de Muñó, pueblo natal del pintor.

## Derribo
El hospital fue derribado por completo en el año 2016. 
El Hospital General Yagüe llevó sin actividad alguna desde junio de 2012, tiempo en que el devenir de este inmueble ha pasado por una compleja tramitación administrativa.